# Kwong Siu-hing
Kwong Siu-hing (Huadu, 2 de dezembro de 1929), também conhecida como Kwok Kwong Siu-hing, é uma magnata chinesa do setor imobiliário e matriarca da família Kwok. Ela controla a Sun Hung Kai Properties (SHKP), a maior incorporadora imobiliária de Hong Kong. Em 2024, sua fortuna foi estimada em US$ 11,3 bilhões pela Forbes, tornando-a uma das mulheres mais ricas da Ásia.

### Biografia
Kwong Siu-hing nasceu em Huadu, Guangdong, China. Ela se mudou para Hong Kong em 1947, na véspera da Guerra Civil Chinesa. Em 1949, casou-se com Kwok Tak-seng, com quem teve três filhos: Walter, Thomas e Raymond Kwok.
Após a morte de seu marido em 1990, Kwong assumiu um papel mais ativo nos negócios da família. Ela se tornou presidente da SHKP em 2008, após seu filho mais velho, Walter, ser afastado devido a disputas familiares. Em 2011, ela renunciou ao cargo de presidente, mas permaneceu como a principal acionista da empresa.
Os seus mais recentes desenvolvimentos incluem o Four Seasons Hotel Suzhou e o Andaz Nanjing Hexi, ambos inaugurados na China em 2023. Além dos negócios, a Fundação SHKP-Kwoks da empresa apoia cerca de 20 universidades através de programas que beneficiaram mais de 70.000 pessoas.

### Carreira
Kwong Siu-hing desempenhou um papel fundamental no sucesso da SHKP. Sob sua liderança, a empresa se expandiu para a China continental e se tornou uma das maiores incorporadoras imobiliárias do mundo.
Além de seu envolvimento na SHKP, Kwong também é filantropa. Ela fundou a Kwong Siu-hing Education Foundation, que apoia a educação na China e em Hong Kong.